# 버빗원숭이
버빗원숭이(Chlorocebus pygerythrus)는 긴꼬리원숭이과에 속하는 영장류의 일종이다. 버빗이라는 이름으로도 불린다.("버빗"이라는 이름은 버빗원숭이속(Chlorocebus) 원숭이의 총칭으로도 사용된다.)
버빗원숭이의 분포 지역은 남아프리카 전역과 동아프리카로, 에티오피아와 소말리아, 수단에서부터 남쪽의 남아프리카까지이다. 그레이트 리프트 계곡 서부 또는 루앙와 강에서는 발견되지 않고, 대신, 여기에는 근연 관계에 있는 말브룩원숭이(C. cynosuros)가 산다. 이 2종은 같은 종 또는 널리 분포하고 있는 그리벳원숭이(C. aethiops)의 아종으로 간주되기도 하였다. 버벗원숭이는 사바나 지역과 고도 2,000 m까지의 산에서 산다.

## 특징

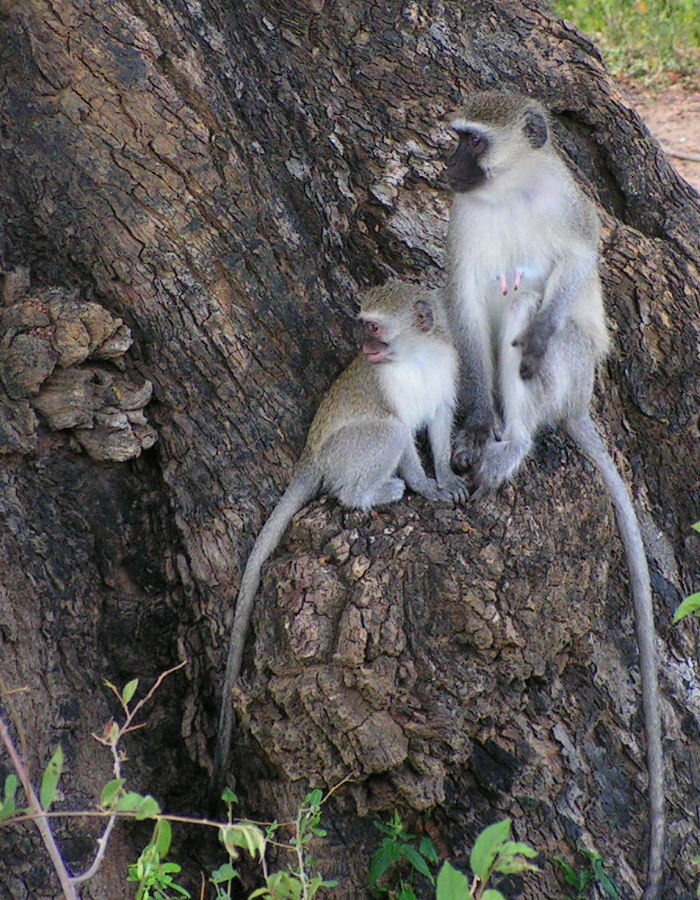
남아프리카공화국 크루거 공원의 새끼를 돌보는 어미

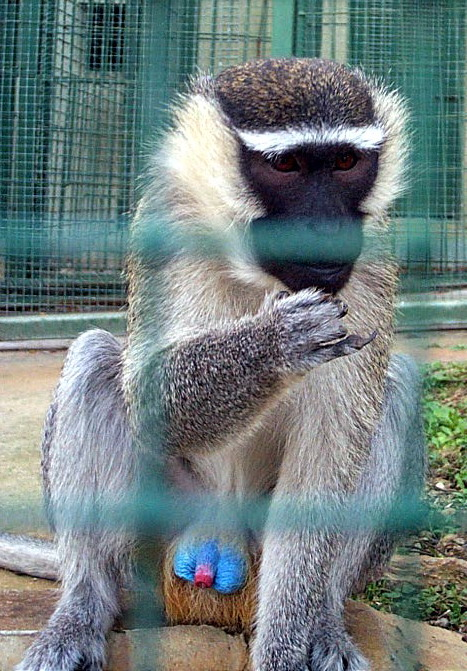
붉고 파란 색의 음경을 지닌 수컷 버빗원숭이

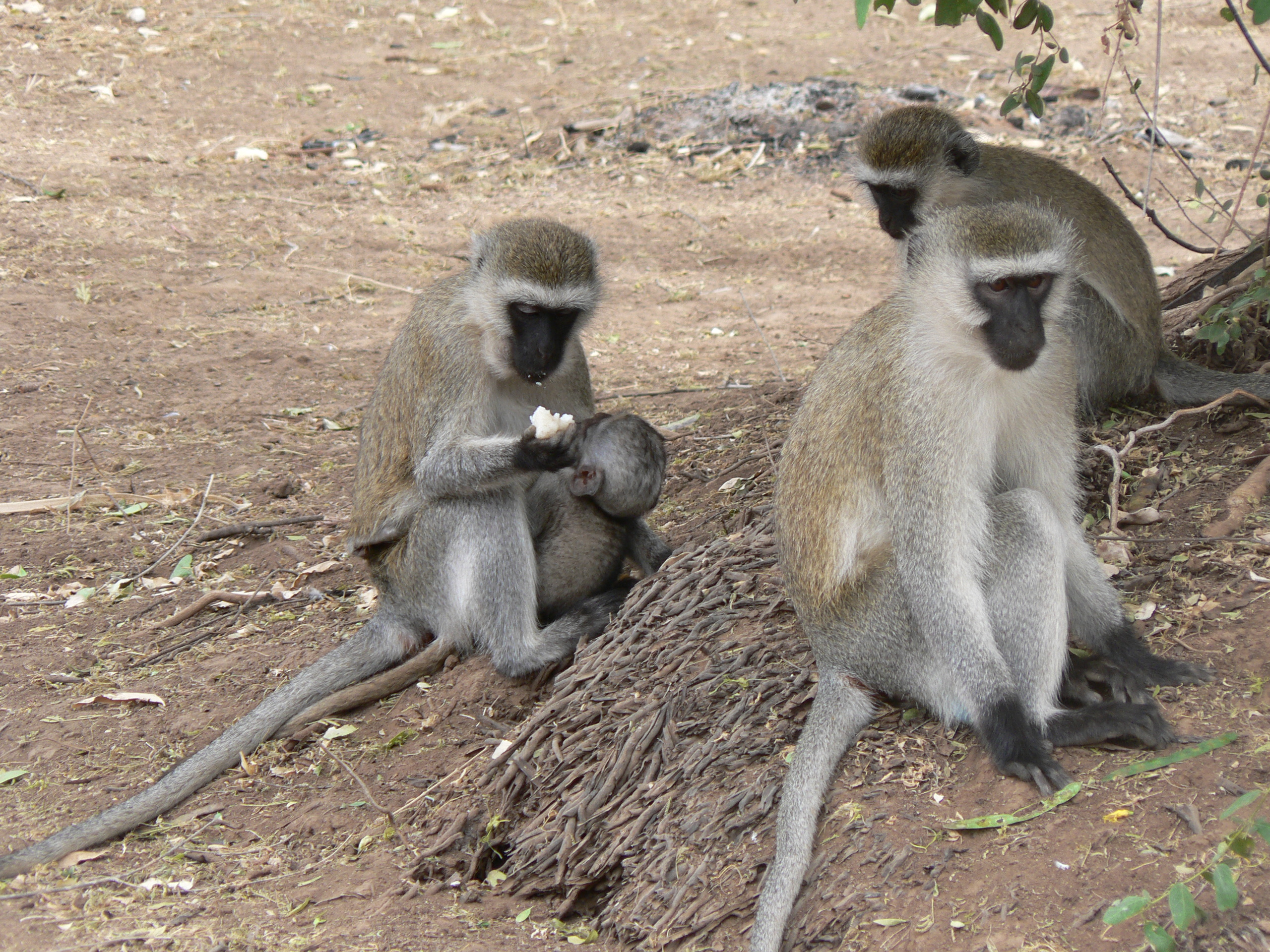

수컷의 키는 45 cm에서 85 cm까지 다양하고, 몸무게는 3.5 kg에서 7.5 kg 사이이며, 반면에 암컷은 40 cm에서 60 cm까지의 키와 2.5 kg과 5.5 kg사이의 몸무게 분포를 보인다. 암수 모두 꼬리 길이는 50에서 115 cm정도이다. 수컷 버빗원숭이 음낭의 착색은 군집 생활 내에서 계급이 떨어질 때 창백하게 되는 일종의 선명한 파란색이다. 음낭 피부의 수화 작용이 색을 변화시킨다.

## 습성
버빗원숭이는 명백하게 과일을 상식하기는 하지만, 또한 보조적으로 나뭇잎과 씨앗, 곤충과 작은 설치류 등 여러 다양한 먹이를 먹는다. 케냐에서 농작물에 피해를 주는 것으로 알려져 있다.
통상적으로 20마리 또는 그 이상씩 군집 생활을 하지만, 가끔 20마리 이하일 경우도 있다. 임신 기간은 7개월이며, 한 마리의 새끼를 낳고, 수명은 20년에 달하는 것으로 알려져 있다.
버빗원숭이는 집단을 위협하는 위협의 종류에 따라서 3 종류의 신호를 가지고 있다. 침범하는 표범과 뱀 그리고 독수리들을 경고하는 신호가 구별된다. 한 가지 신호를 할 때, 애타적 행동의 한 가지 예로, 자신이 공격받는 개인적 기회를 증가시켜 다른 원숭이들의 주의를 끈다.

## 분류
버빗원숭이는 5종의 아종이 있다:
- Chlorocebus pygerythrus hilgerti
- Chlorocebus pygerythrus excubitor
- Chlorocebus pygerythrus nesiotes
- Chlorocebus pygerythrus rufoviridis
- Chlorocebus pygerythrus pygerythrus

## 보호와 보존
남아프리카에 사는 비-인류 영장류는 개체군이 감시되지 않으면, 멸종 위험에 처할 수 있는 종으로 C.I.T.E.S 부록 2에 등록되어 있지만, 이 종들은 감시되고 있지 않아서, 구체적인 실태는 일려져 있지 않다.
많은 지역에 맹수가 적음에도 불구하고, 사람들이 야생 지역을 침범하여 개발하고 있어, 이 종들은 고압선용 철탑과 차량, 개, 산탄 총, 독물과 실탄에 의해 죽임을 당하며, 전통 약재와 부시미트 그리고 생물학 연구에 쓰이기 위해 사냥되고 있다. 버빗원숭이는 일종의 복잡하고 깨지기 쉬운 군집 생활을 하고 있기 때문에, 이들을 괴롭히는 것이 이들 집단 구조에 충격을 주고 있으며, 개체수를 줄이고 있다고 생각된다.
최근의 분포 지역 지도에 의하면, 남아프리카공화국의 웨스턴케이프 지역에서 버빗원숭이가 심하게 압박을 받고 있으며, 빠르게 사라지고 있다. 다윈 영장류 센터는 이 지역에서 버빗원숭이의 구출 및 서식지 복귀를 위한 유일한 기관으로, 사람과 야생 동물이 공존하는 방법을 찾는 것에 주요 목표로 두고 있고, 이 지역에서 버빗원숭이와 개코원숭이가 심한 압박을 받고 있음을 사람들에게 교육하고, 필요한 경우에 부상 당하거나 버림 받은 버빗원숭이를 돕고 있다. 다윈 센터는 자신들의 목표를 달성하기 위한 일정한 자원봉사 프로그램을 가지고 있다.
남아프리카공화국의 버빗원숭이 재단은 버빗원숭의 보존과 보호를 위해 일하고 있다. 이 재단은 서아프리카 국가들로부터의 자원봉사자들에 의해 꾸려 지고 있다.